# 동교동계

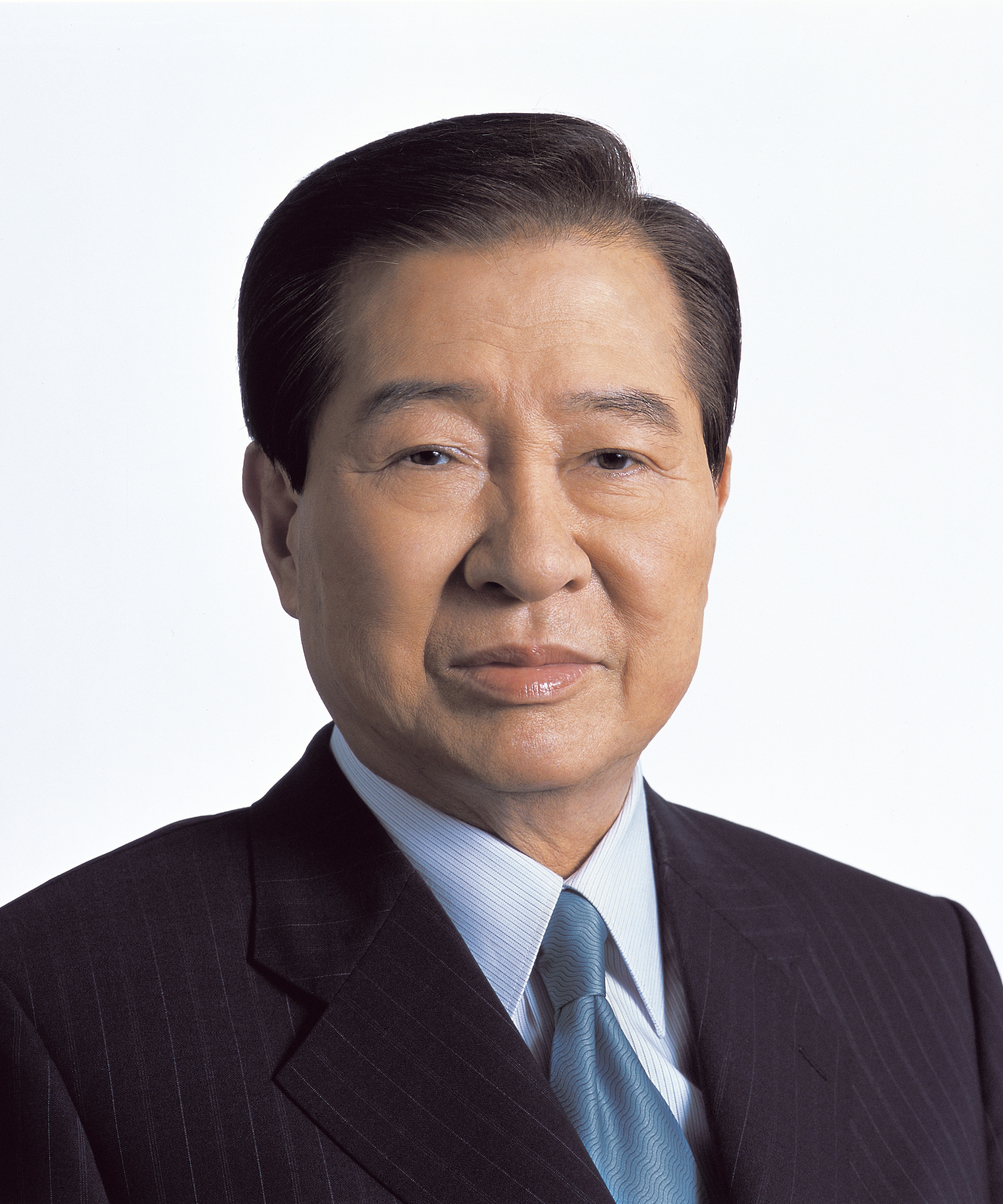
동교동계는 대한민국의 전직 제15대 대통령인 김대중을 따르던 정치 세력이다.

동교동계(東橋洞系)는 대한민국의 제15대 대통령인 김대중(金大中)을 따르던 정치 세력들을 가리키는 말이다.

## 역사
동교동계는 김대중의 자택이 서울 마포구 동교동에 위치한 것에서 유래했다. '양김'으로 불리던 김영삼(전직 제14대 대통령)을 따르던 상도동계와 함께 대한민국의 정치 계파 등을 설명할 때 많이 쓰인다. 군부 정권 시절 동교동계는 김대중의 동교동 집에 드나들던 비서들이나 재야 출신 정치인들을 의미하는 말이었다. 김상현, 권노갑, 김옥두, 한화갑, 박지원, 남궁진, 설훈, 등이 동교동 비서 출신 정치인들이다. 시간이 흐르며 김대중이 1987년 창당한 평화민주당과 1995년 창당한 새정치국민회의에 참여한 정치인 중에서 김대중과 가까운 사람들을 동교동 계파 세력으로써 이른바 동교동계라고 불렀다. 1991년에 김대중의 신민주연합당과 이기택의 민주당이 합당했을 때는 동교동계(東橋洞系) 또한 잠깐 동안을 신민계(新民系)로 불렸다.
동교동계와 상도동계는 대한민국 정치사에 여러 가지 영향을 미쳤다. 김대중과와 김영삼은 1968년 신민당 원내 총무 경선을 비롯해, 1970년 대통령 선거 후보 경선, 1987년 제13대 대통령 선거·1992년 제14대 대통령 선거 등 모두 4차례나 굵직한 맞대결을 펼쳤다. 이 과정에서 두 계파는 때로는 힘을 합치는가 하면 때로는 반목하면서 애증의 관계를 유지했다.

### 대한민국 제13대 대통령 선거
6월 항쟁으로 직선제 개헌이 이루어진 뒤, 통일민주당에서는 김대중의 동교동계와 김영삼의 상도동계가 최종 대선 후보 자리를 놓고 경쟁을 벌였다. 그러나 단일화 방식이 계속 합의되지 않아 계파간 분열이 벌어지기 시작했다. 급기야 1987년 10월 25일 고려대학교에서 열린 시국토론회에서 김영삼은 학생들의 야유를 받으며 교정을 떠난 반면, 김대중은 학생들의 환호와 더불어 목마를 태워져 교내를 행진하는 정반대의 환영 분위기가 형성되는 일이 터지며 단일화 합의는 완전히 무산되었다. 김대중은 다음 날 동교동계와 함께 통일민주당을 탈당, 평화민주당을 창당하고 독자적으로 대선에 출마하였다. 동교동계 인사들은 김대중과 함께 모두 평화민주당으로 이적하였으나, 유일하게 김상현 전 의원만 통일민주당에 남아 김영삼을 지지했다.
결국 야권이 분열되면서 표가 갈리게 되었고, 13대 대선에서는 민주정의당의 노태우가 대통령에 당선되었다. 개표 결과 김대중은 서울특별시와 자신의 정치적 기반인 호남에서 1위를 차지했고, 김영삼은 부산광역시와 경상남도에서만 1위를 차지했다. 

### 대한민국 제14대 대통령 선거및 김대중의 정계은퇴
1990년 3당 합당으로 김영삼은 민주자유당 창당을 주도, 보수 정당으로 편입되었다. 본래 노태우는 김대중에게 먼저 3당 합당 제의를 하였으나 김대중은 "국민이 만든 여소야대가 불편하다고 마음대로 바꾸려 해서는 안 된다. 이것은 민주주의를 크게 후퇴시키는 일이고 정치 윤리를 망치는 일이다" 라고 말하며 제의를 거절하였다. 3당 합당에 반대한 노무현, 김정길, 김상현 등 통일민주당을 탈당한 뒤 꼬마민주당을 창당하였고, 김대중은 14대 대선을 앞두고 꼬마민주당과 합당하여 민주당을 창당하였다. 그렇게 김대중은 민주자유당 후보로 출마한 김영삼과 대선에서 2번째로 맞붙었으나 패배했고, 김대중은 정계은퇴를 선언한 뒤 영국 케임브릿지 대학교로 연수를 떠났다.
김대중이 정계은퇴를 선언한 뒤 민주당의 당권은 이기택이 차지하게 되었고 동교동계 인사들은 민주당에 남았다.

### 김대중의 정계복귀 및 새정치국민회의 창당,DJP연합
김대중은 1995년 7월 정계 복귀를 선언하고 귀국하여, 민주당을 탈당한 뒤 새정치국민회의를 창당하였다. 김대중은 케임브릿지 대학교에서 연수 과정을 밟으며 마거릿 대처 등 영국의 신보수주의 정치인들을 연구하였고, 중도정치세력의 건설을 모색했다. 동교동계의 일원들 중 노무현 등은 김대중의 정계복귀를 비판하며 통합민주당에 잔류하였으나, 1997년 제15대 대통령 선거 과정에서 민주당을 탈당하여 새정치국민회의에 입당하였다. 통합민주당은 1997년 대선을 앞두고 신한국당과 합당, 한나라당으로 당명을 개정했다.
1997년 대선에서 김대중은 자유민주연합의 김종필 총재와 박태준 전 총리와 연합하여 DJP연합을 결성하였고, 마침내 제15대 대통령으로 당선되었다. 김대중이 당선된 뒤 동교동계는 새정치국민회의 계파의 주류가 되었고, 상당수의 동교동계 인사들이 국민의 정부 내각에 등용되었다. 2000년 1월 김대중은 새천년민주당으로 당명을 변경하여 세력 확장에 나섰다.

### 대한민국 제16대 대통령 선거및 노무현의 당선
2002년 제16대 대통령 선거를 앞두고 국민의 정부는 레임덕이 왔다. 또한 야당인 한나라당의 이회창 총재가 높은 지지율로 사실상 대권이 확실시되는 상황에서, 민주당 내에는 한나라당과 대적할 만한 대권주자가 존재하지 않았다. 이에 동교동계는 1997년 대선에서 국민신당 후보로 출마하여 3위를 기록했다가 민주당에 합류한 이인제 의원을 대선 후보로 내세웠으나, 국민 경선 과정에서 노무현이 급부상하게 되었고 결국 민주당의 최종 대선 후보는 노무현이 확정되었다. 호남 지역의 색이 강했던 새천년민주당에서 영남 출신의 노무현은 이질적인 인물로 여겨졌고, 또한 노무현이 3김 정치 청산을 내세우며 기존 동교동계의 권위에 대적하는 행보를 이어가며 동교동계와 노무현의 갈등이 불거졌다.
제3회 전국동시지방선거에서 노무현은 영남권 후보를 한 명이라도 당선시키지 못할 경우 후보 재신임을 묻는다고 통지했고, 그 결과 영남권 후보 당선에 실패하자 노무현은 약속대로 재신임을 물었다. 5일 뒤인 6월 18일 최고위원회의에서 일단 노무현에 대한 재신임은 의결되었으나, 뒤이어 열린 8.8 재보선에서도 민주당이 참패하자 동교동계는 노무현의 후보 사퇴 및 거취 발표를 주문했다. 같은 해 9월 월드컵 4강 신화 열풍을 타고 정몽준이 출마를 선언하자, 동교동계 인사들 일부는 정몽준으로의 후보 단일화를 요구하며 후보 단일화 협의회(일명 후단협)을 결성, 새천년민주당을 탈당하여 집단 행동에 나섰다. 한화갑 대표를 비롯한 동교동계 당권 인사들은 이러한 후단협의 집단행동을 사실상 방관하였다. 11월 25일 최종 결선 투표 끝에 노무현이 단일화 후보로 확정된 이후 후단협에 참여했던 동교동계 인사들은 모두 민주당으로 복당하였으나, 일부는 탈당하여 한나라당과 자유민주연합으로 입당하기도 했다. 한편 동교동계가 대선 후보로 지지했으나 노무현에게 밀려 경선 후보를 사퇴한 이인제는 대선 18일을 앞두고 자유민주연합으로 이적했다.
후단협 사태가 봉합된 뒤 동교동계 인사들은 노무현의 선거운동을 지원했고, 그 결과 노무현이 이회창을 누르고 제16대 대한민국 대통령으로 당선되었다.

### 대북송금 특검법 및 열린우리당 분열
참여정부가 출범한 뒤 동교동계와 친노무현(이하 친노) 세력의 갈등은 본격적으로 시작되었다. 특히 한나라당이 국회에서 발의시킨 대북송금특검 법안에 노무현이 거부권을 행사하지 않고 서명하면서, 동교동계는 집단적으로 반발하고 나섰다. 대북송금특검 법안이 통과되면서 박지원, 이기호, 임동원 등 국민의 정부 내각 인사들 일부가 구속 수감되었으며 이로 인해 동교동계와 친노 세력의 갈등은 깊어졌다.
이에 2003년 9월, 친노 인사들 40여명은 개혁신당 창당을 추진하며 새천년민주당을 탈당하였고 이에 개혁국민정당 세력과 한나라당에서 탈당한 이른바 '독수리 5형제' 소장파 의원들도 합류하였다. 노무현은 2003년 9월 29일 새천년민주당을 공식 탈당하였다. 새천년민주당을 탈당한 친노 세력 및 개혁국민정당 세력 일부는 2003년 11월 1일, 열린우리당을 공식 창당하였다.

### 동교동계의 노무현 탄핵 및 제17대 총선 참패, 동교동계의 소멸
2004년 3월 노무현은 기자클럽과의 간담회에서 "다가오는 총선에서 국민들이 열린우리당을 지지해줄 것을 기대한다"는 발언을 했고, 새천년민주당과 한나라당은 이를 대통령의 중립의무 위반으로 규정하고 탄핵소추안을 발의했다. 조순형 대표를 비롯한 새천년민주당 내 동교동계 의원들은 일제히 탄핵소추안 발의에 동참하였고, 본 회의에서 찬성표를 던졌다. 단 이낙연 의원은 탄핵안 발의에는 참여하였으나 본 투표에서는 반대표를 던졌다. 탄핵소추안은 열린우리당 의원들의 저지에도 불구하고 가 193표, 부 2표로 가결되었다.
그러나 새천년민주당은 탄핵소추안 발의를 반대하는 유권자들의 거센 역풍에 직면했으며 동교동계의 수장인 김대중마저 탄핵안 발의에 "오늘의 탄핵 사태는 매우 심각한 상황" 이라며 우려하는 성명을 발표하였다. 지지율이 떨어지자 새천년민주당은 추미애 선대위원장이 소위 '삼보일배' 를 하며 탄핵안 발의에 대한 사과와 함께 지지를 호소하였으나, 17대 총선에서 겨우 9석을 얻는데 그쳤고 특히 호남에 지역구를 둔 동교동계 의원들 상당수가 낙선하는 등 참패하고 말았다. 이로써 정치집단으로서의 동교동계는 17대 총선에서 중진들의 대거 낙선과 함께 사실상 소멸하였다.

### 참여정부 - 이명박 정부
열린우리당은 192석을 확보한 거대 여당으로 급부상한 반면, 동교동계의 새천년민주당은 고작 9석의 의석을 가진 원내 소수당으로 전락하고 말았다. 이에 2005년 당명을 민주당으로 개정하고, 2006년 치러진 제4회 전국동시지방선거에서는 광주와 전남에서 광역자치단체장을 배출하며 열린우리당보다 좋은 성적을 냈고 상반기 재보궐선거에서는 조순형이 2년만에 국회에 재입성하였다.
2007년 제17대 대통령 선거 시즌을 앞두고 김한길계 의원들이 민주당에 대거 입당하면서, 당명을 중도통합민주당으로 변경하였다. 이 때 의석수가 37석으로 늘어나면서 17대 국회에서 첫 교섭단체를 구성하는데 성공했다. 그러나 2개월 뒤인 2007년 8월 13일, 김한길계가 대통합민주신당으로의 신당 창당을 결정하면서 또 다시 집단으로 탈당하였고, 교섭단체는 해지되었다. 김한길계가 탈당하자 중도통합민주당은 다시 당명을 민주당으로 환원하였다.
독자 출마에 나선 민주당은 국민중심당을 탈당한 이인제를 대선 후보로 추대하였으나, 개표 결과 0.7%의 저조한 득표율을 기록하며 6위로 낙선하였다. 대선 후보 경선에는 국민의 정부에서 총리 서리를 지낸 장상, 김대중이 1996년 영입했던 김민석 등이 출마하였으나 모두 이인제에게 밀려 고비를 마셨다. 
노무현은 임기 중인 2006년 박지원 등 대북송금특검으로 구속되었던 동교동계 인사들의 특별사면을 단행하는 등 동교동계와의 화해를 지속적으로 시도하였다. 제17대 대통령 선거에서 한나라당의 압승으로 민주당계 세력이 참패하자, 2008년 제18대 국회의원 총선거를 앞두고 대통합민주신당과 합당하여 통합민주당을 창당해 친노세력과 다시 손을 잡았다.
통합민주당 출범 이후 친노 세력의 당내 입지는 약해졌고, 급기야 이듬 해인 2009년 노무현이 검찰에 출두하는 등 위기가 찾아왔다. 이 때 박지원 등 동교동계 인사들 일부는 노무현의 구속을 반대하는 탄원서를 작성하는 등 봉합을 위해 노력했으나, 노무현은 결국 서거하였고 친노는 스스로를 '폐족' 이라고 칭할 정도로 정치적인 사면초가에 놓이게 되었다. 한편 김대중은 자신과 함께 민주당을 이끌었던 노무현의 서거 소식에 큰 충격을 받았고, 결국 3개월 뒤인 2009년 8월 18일 서거하였다.
김대중, 노무현 두 전직 대통령의 서거 이후 민주당 내 친노 세력은 급부상하여 다시 정치적인 위치를 회복하였고 동교동계 인사들은 다시 입지가 좁아졌다. 민주당 내 친노 인사들 일부는 국민참여당을 창당하며 떨어져 나갔고 민주당 내 친노 인사들은 문재인 변호사를 대권 주자로 지지하였다. 2012년 제18대 대통령 선거 경선이 시작되었고, 동교동계 인사들 중에서는 박준영이 경선에 참여하였으나 저조한 득표율로 낙선했고 최종 대선 후보로는 문재인이 확정되었다.

### 2012년 제18대 대통령 선거에서의 분열
그런데 김대중의 정치적 자손인 동교동계 정치인들에 대한 평가는 김대중에 대한 평가와 좀 다르다. 2009년 김대중의 사망 이후 동교동계 정치인들이 보여준 선택과 행동 때문이다. 동교동계는 두 차례에 걸쳐 분열했다. 첫 번째 분열은 2012년 제18대 대통령 선거였다. 한광옥, 김경재, 한화갑이 2012년 대통령 선거를 앞두고 박근혜 후보의 지지를 선언한 것이다. 1999년 김대중 당시 대통령의 비서실장을 지냈던 한광옥은 박근혜 대선캠프에 합류했고, 박근혜가 대통령에 당선되자 국민대통합위원회 위원장을 지내게된다. 김경재도 박근혜 대선캠프에 들어갔으며, 박근혜 대통령의 대통령 홍보특보를 지내게 된다. 한화갑은 박근혜가 호남 사람들을 많이 기용한다고 해서 지지했다가 박근혜가 대통령 취임 이후 약속을 어기자 돌연 비판조로 돌아섰다. 이런 행위를 김대중과 훨씬 더 가까웠던 권노갑, 박지원 등의 동교동계 주류는 정치적 배신이라고 비판하였다.

### 2016년 제20대 국회의원 선거에서의 분열
2016년 2016년 제20대 국회의원 선거를 앞두고 동교동계의 두 번째 분열이 일어났다. 2012년 대통령 선거 패배 이후 절치부심 끝에 복귀한 문재인과 호남을 등에 업고 민주당 대표직에 도전한 박지원이 정면으로 충돌한 것이다. 전당대회 기간 내내 박지원은 문재인이 노무현 정부 청와대 민정수석과 비서실장으로 있을 때 호남을 차별했다고 공격했다. 이로 인해 호남의 민주당 당원들 사이에서는 '반문재인' 바람이 강하게 불었고 전당대회가 끝난 뒤에도 문재인은 호남의 거센 저항에 고전한다. 2016년 제20대 국회의원 선거를 앞두고 안철수가 민주당을 탈당해 국민의당을 창당하자 동교동계는 선택의 갈림길에 선다. 권노갑, 박지원, 김옥두, 정대철, 정균환, 이훈평, 박양수, 김동철, 최경환 등 이른바 동교동계 주류가 대거 탈당해 국민의당에 합류한다. 더불어민주당에 남은 김대중의 셋째 아들 김홍걸과 설훈, 김한정 등이 그들을 강하게 성토했지만 무시되었다. 그 결과 제20대 국회의원 선거에서 국민의당은 호남의 지역구를 거의 다 쓸어 담게된다. 그러나 국민의당을 선택한 이들이 동교동계의 전부는 아니며, 더불어민주당에 남아 있거나 대통령 선거에서 문재인 후보를 도왔던 동교동계 사람도 많았다. 더불어민주당에는 문희상, 설훈, 이석현, 김한정, 이훈 등이 동교동계이다.
그러나 2017년 대통령 선거에서 호남의 민심이 안철수가 아닌 문재인을 선택하면서 동교동계 주류의 선택은 실패로 돌아갔다. 그리고 2018년 국민의당은 바른정당과의 통합을 추진하면서 호남 색이 짙었던 당의 색깔을 희석하려 하고있기에 동교동계의 앞날은 더 알 수 없게 되었다.결국 동교동계와 호남계는 민주평화당이라는 창당준비위원회를 추진함에 따라, 2월 6일에 창당되어 동교동계와 호남계를 주축으로 하고 있다.

## 같이 보기
- 김대중
- 국민의 정부
- 상도동계
- 신한민주당
- 통일민주당
- 평화민주당
- 민주당
- 새정치국민회의
- 새천년민주당
- 친노